# Bathyuroconger
Bathyuroconger es un género de peces anguiliformes de la familia Congridae.

## Especies
Se reconocen las siguientes especies:
- Bathyuroconger parvibranchialis
- Bathyuroconger vicinus